# (60620) 2000 FD8
(60620) 2000 FD8, também escrito como (60620) 2000 FD8, é um objeto transnetuniano que está localizado no cinturão de Kuiper, uma região do Sistema Solar. Este corpo celeste está numa ressonância orbital de 4:7 com o planeta Netuno. Ele possui uma magnitude absoluta de 6,6 e tem um diâmetro estimado com cerca de 221 km.

## Descoberta
(60620) 2000 FD8 foi descoberto no dia 27 de março de 2000 pelos astrônomos J. J. Kavelaars, B. J. Gladman, J.-M. Petit e M. J. Holman.

## Órbita
A órbita de (60620) 2000 FD8 tem uma excentricidade de 0,225, um semieixo maior de 44,135 UA e um período orbital de cerca de 288 anos. O seu periélio leva o mesmo a 34,206 UA do Sol e seu afélio a uma distância de 54,064 UA.